# Trailer (album)
Trailer è il primo album degli Ash, pubblicato nel 1994.

## Tracce
1. Season
2. Jack Names The Planets
3. Intense Thing
4. Uncle Pat
5. Get Out
6. Petrol
7. Obscure Thing
8. Hulk Hogan Bubblebath
9. Different Today
10. Punk Boy
11. Day Of The Triffids

## Formazione
- Tim Wheeler - voce, chitarra
- Mark hamilton - basso
- Rick McMurray - batteria